# Ernst Hold
Ernst Hold (* 18. Jahrhundert; † 19. Jahrhundert) ist wahrscheinlich das Pseudonym eines deutschsprachigen Kinder- und Jugendbuchautors, dessen Bücher von 1812 bis ca. 1844 hauptsächlich in der Verlagsbuchhandlung J. C. Hinrichs in Leipzig verlegt wurden.
Pseudonyme dieser Art traten damals häufig in der belehrenden Kinderliteratur auf, wie die Namen Julius Freudenreich, Hans Kindermann, Heinrich Gutmann, Reimerich Kinderlieb und Tante Amalia belegen.

## Werk
Hold muss ein beliebter Autor in seiner Zeit gewesen sein, denn die meisten seiner Bücher erlebten Mehrfachauflagen. Oft wird das Anliegen des Verfassers schon im Titel der kleinen Erzählungen und Gedichte deutlich. So begegnen dem Leser Die mitleidigen Kinder, Die beiden Freunde, Die fröhlichen Kinder, Die verirrten Kinder oder er erfährt etwas über den Elephanten, Gottes Fürsorge, Arbeit, den Menschenfreund oder den Säemann. Es wurden Muster für kindliches Wohlverhalten, aber auch für kluge Belehrung in einer leicht verständlichen Sprache wiedergegeben.

### Bücher
Unter dem Namen Ernst Hold erschienen folgende Titel:
- Briefsteller für Kinder (1813, 2. Auflage 1824)
- Neue Fibel für Kinder oder ABC- und Lesebuch für Bürger- und Landschulen (1812, 2. vermehrte und verbesserte Auflage 1820, dritte Auflage 1827, vierte Auflage 1844)
- Erstes Buch für Kinder oder ABC- und Lesebuch (1814 bis 5. Auflage 1844). Neudruck der 1844 erschienenen Ausgabe nach dem Exemplar aus der Sammlung Heiner Vogel, Mölkau bei Leipzig. 1980.
- Weltgeschichte für die Jugend (1814, 1818, 1836)[2]
- Geschichten aus der Jugendwelt (1818)
- Neue Erzählungen für die Jugend zur Bildung des sittlichen Gefühls (1816)
- Zweites Buch für Kinder zur Begründung ihrer Kenntnisse von der Welt, dem Menschen und der Natur (1815)
- Erzählungen aus der Fremde zur Kunde der Lebensweise, der Sitten, Meinungen und Gebräuche fremder Völker (1819).[3]